# Lluita de titans (pel·lícula de 2010)
Lluita de titans  (títol original en anglès, Clash of the Titans) és un pèplum britànico-estatunidenc dirigit per Louis Leterrier el 2010, protagonitzada per Sam Worthington, Liam Neeson i Ralph Fiennes. És un remake de la pel·lícula homònima de 1981. La pel·lícula ha estat doblada i subtitulada al català.

## Argument
La pel·lícula comença per una introducció a la història dels déus. A l'inici del món, els déus de l'olímp van suplantar els seus creadors, els Titans, gràcies a l'ajuda del kraken creada per Hades. Zeus, Posidó i Hades es van repartir llavors el món, i Hades, enganyat per Zeus, va ser relegat al món subterrani.
Es descobreix llavors Perseu i la seva mare Dànae, tancats en un cofre i llançats al mar per Acrísios (que, en aquesta versió de la història, és el marit de Dànae). Perseu és recollit per un pescador, Spyros, que el cria com el seu fill.
Anys més tard, Spyros i la seva família, entre els quals Perseu adult, estan pescant quan veuen soldats d'Argos destruint una estàtua colossal de Zeus: aquest acte de provocació significa declarar la guerra als déus. De sobte, Hades es manifesta i envia Harpia contra els soldats. El vaixell de Spyros, topa amb Hades i bolca. Perseu, únic supervivent, jura venjar-se del déu. Embarrancat a Argos, Perseu és fet presoner pels soldats del rei Cefeu i de la reina Cassiopea, tots dos impius i orgullosos. Cassiopea compara la bellesa de la seva filla Andròmeda a la de la mateixa Afrodita.
De sobte Hades apareix i mata els soldats del rei amb l'ajuda d'un núvol mortal. Perseu sobreviu el núvol: Hades comprèn que se les té amb un semidéu i li revela la identitat del seu verdader pare. Hades anuncia que, deu dies més tard, afluixarà el Kraken contra Argos, excepte si els habitants li ofereixen en sacrifici Andròmeda. Després ret visita a Zeus a l'Olimp i el persuadeix de deixar-li carta blanca per castigar la insolència dels humans.
El rei Cefeu empresona Perseu. Una jove, Io, li ret visita i li diu que està a punt per ajudar-la. Persuadeix Perseu d'acceptar partir a cercar un mitjà de vèncer el Kraken, i Perseu s'ajunta a l'expedició portada per Draco. Tots es posen en camí cap al cau dels bruixots del Styx (nom donat als Grees a la pel·lícula) amb l'esperança que trobaran un mitjà d'abatre el monstre, i s'uneixen en el camí de caçadors de monstres. Durant aquest temps, el marit de Dànae, Acrísios, ha estat transformat per Zeus en un ésser deform, i és condemnat a una vida de reclús als aiguamolls. Hades el trobarà i li ofereix la seva ajuda. Projecta de suplantar Zeus, fent-li creure que actua al seu servei, mentre que l'alliberament del Kraken debilitarà Zeus tot i que la por creixent dels humans envers els déus alimenta la potència d'Hades. Hades confereix a Acrísios poders extraordinaris i el posa sobre la pista de Perseu.
En el camí del cau de les bruixes, Perseu rep dels déus una espasa meravellosa, que es nega a utilitzar. Io segueix l'expedició i fa que es trobin Pegàs i Perseu. Però aquest últim ha d'abandonar la clariana precipitadament quan Acrísios ataca el campament, massacrant diversos soldats. Acrísios és ferit i fuig, però la seva sang dona a llum escorpins monstruosos que ataquen el grup. La tropa està a punt de ser sobrepassada quan arriben uns jinns i apaivaguen els escorpins per màgia. Els dos grups, tot i que habitualment enemics, acaben ajuntant-se contra els maleficis d'Hades, i l'expedició segueix la seva via.
Arribats a l'indret anomenat Jardins del Styx, l'expedició interroga Les tres bruixes del styx, que no tenen més que un ull per les tres. Reclamen un sacrifici humà per respondre, però Perseu els amaga l'ull i les obliga a parlar. Li indiquen que la mirada de Medusa pot petrificar el Kraken. Perseu haurà d'anar als Inferns per portar-ne el seu cap. Poc després, Perseu retroba breument Zeus sota forma humana; aquest li dona una peça d'or per pagar Caront, el barquer dels Inferns. A l'entrada dels Inferns, només un grup de soldats, entre els quals Draco, Io, Eusabios i un djinn, accepten seguir Perseu. El petit grup salva el Styx a la barca de Caront. La mateixa Io no pot penetrar a l'antre de Medusa, prohibida a les dones. L'enfrontament amb Medusa costa la vida a tots els companys de Perseu, que se sacrifica per permetre matar-la sense veure-la. Quan Perseu torna a la superfície i troba Io just a temps de veure Acrísios matar-la. Ha d'utilitzar l'espasa divina per vèncer finalment Acrísios. Io mor, i Pegàs arriba per permetre a Perseu estar de tornada d'Argos abans de l'expiració de l'ultimàtum d'Hades.
Zeus d'adona que les maniobres d'Hades l'han afeblit i que el déu infernal és en posició de força. Hades va a Argos per alliberar el Kraken i matar Perseu. El Kraken sorgeix a poc a poc de les onades i espanta la població. Andròmeda espera estoicament la seva sort. Perseu arriba, muntat sobre Pegàs, i s'ha d'enfrontar en principi a un grup d'Harpies enviat per Hades, que li arrenquen el cap de Medusa. Perseu la recupera i la presenta al Kraken, que és convertit en pedra. Hades apareix, però Perseu, ajudat pels poders que li infon Zeus, el retorna per força al món subterrani. Perseu salva llavors Andròmeda de l'ofegament. Aquesta el convida a casar-se amb ell i a regnar sobre Argos, però Perseu refusa i s'allunya amb Pegàs.

## Producció

### Repartiment
- Sam Worthington: Perseu
- Liam Neeson: Zeus
- Ralph Fiennes: Hades
- Gemma Arterton: Io
- Mads Mikkelsen: Draco, cap dels guardes reials
- Jason Flemyng: Acrísios/Calibos
- Alexa Davalos: Andròmeda
- Danny Huston: Posidó
- Izabella Miko: Atena
- Polly Walker: Cassiopea
- Nathalie Cox: Àrtemis
- Luke Evans: Apol·lo
- Natalia Vodianova:Medusa
- Hans Matheson: Ixas
- Kaya Scodelario: Peshet
- Luke Treadaway: Prokopion
- Pete Postlethwaite: Spyros
- Nicholas Hoult: Eusebi
- Vincent Regan: Cefeu
- Liam Cunningham: Solon
- Mouloud Achour: Kucuk
- Ashraf Barhom: Ozal

### Llocs de rodatge

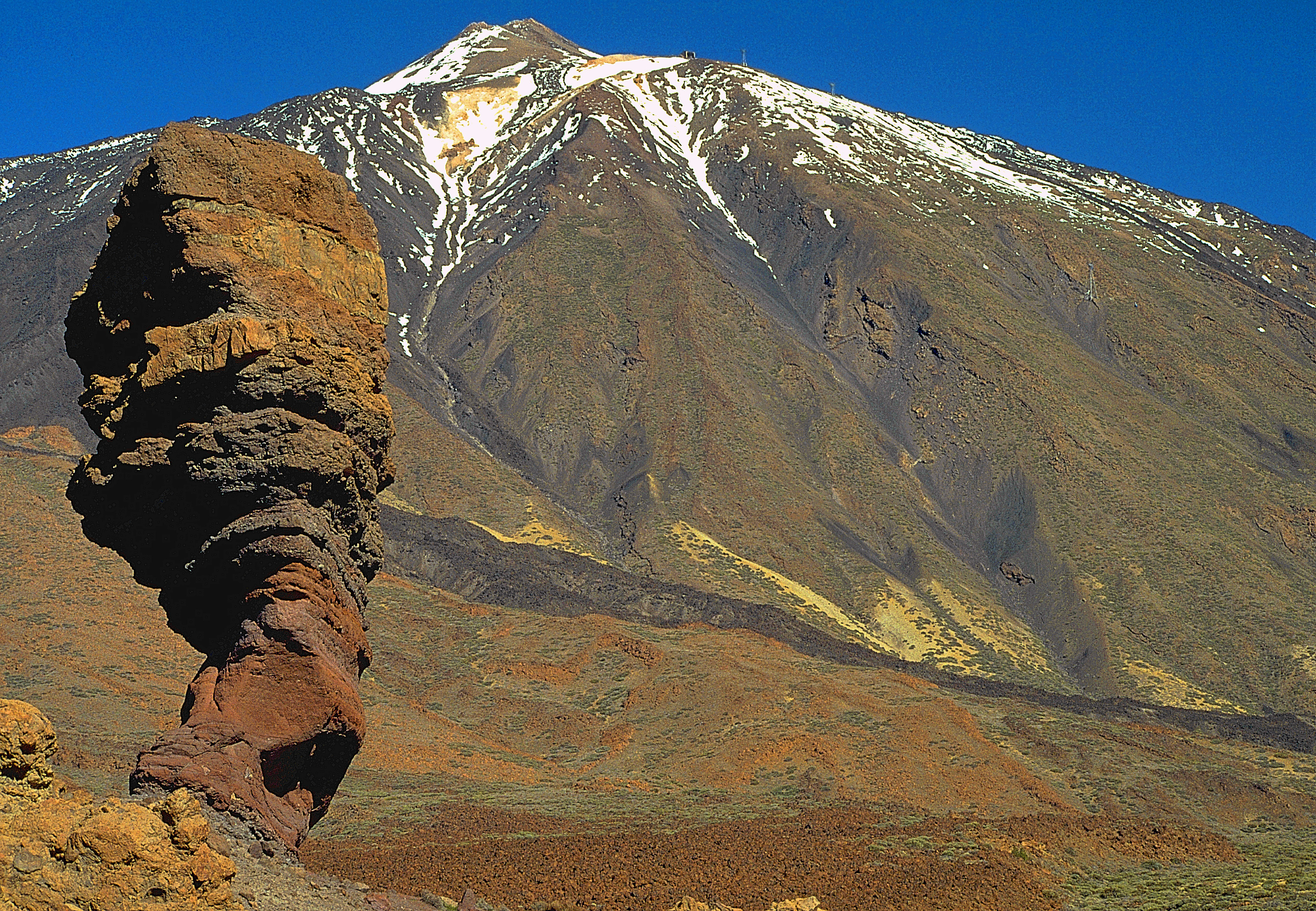
Teide (Tenerife)

El rodatge va començar el 27 d'abril de 2009 als Estudis de Shepperton a Anglaterra, després a les regions de Gwynedd i d'Anglesey a Gal·les així com al Parc Nacional del Teide a l'illa de Tenerife a l'arxipèlag de les Canaries.

## Al voltant de la pel·lícula
El Xoc dels Titans de Leterrier escull de representar les divinitats olímpiques vestides d'armadures brillants, inspirant-se en la representació dels déus en el cèlebre manga Saint Seiya. A l'autor del manga, Masami Kurumada, s'ha recorregut d'altra banda per a la promoció de la pel·lícula.
La pel·lícula ha estat rodada en 2D, però la Warner Bros. ha decidit convertir-la en 3D, decisió presa en relació amb altres blockbusters i probablement influenciada per l'èxit d'Avatar. La sortida americana de la pel·lícula ha estat retardada una setmana (del 26 de març al 2 d'abril de 2010) per aquest motiu.

## Continuació
Una continuació ha estat anunciada per la Warner poc després de l'estrena de la pel·lícula. Es titularà Wrath of The Titans («El Furor dels Titans»). La seva estrena als Estats Units és programada pel 30 de març de 2012.

## Anàlisi

### Diferències amb el mite antic de Perseu
Com la majoria dels pèplums de tema mitològic El Xoc dels Titans s'és inspirat molt lliurement del mite en el qual es funda, en aquest cas la història de Perseu. A més, com a remake, reprèn una bona partida de les modificacions i de les invencions ja fetes pel primer xoc dels titans de 1981 en el que s'inspira tant com en el mite pròpiament dit.
En el remake de 2010, el déu Hades fa el paper de «molt dolent»: diu haver estat enganyat per Zeus en el repartiment del món entre Zeus, Posidó i ell molt de temps abans. Intenta suplantar Zeus per tal de regnar sobre el món governant els humans per la por, i es converteix en el principal adversari de Perseu.
En la mitologia, Hades mai no és mostrat com a rival de Zeus, ja que intervé molt rarament en els relats. En el mite antic de Perseu, Hades va fins i tot en ajuda de Perseu regalant-li un casc d'invisibilitat en el moment en què l'heroi es prepara a enfrontar les tres Gòrgones (Perseu rep igualment una espasa d'Hermes i un escut polit ofert per Atena). Tanmateix, les rivalitats entre un déu i un heroi són freqüents, igual com les discussions o rivalitats temporals entre divinitats olímpiques.

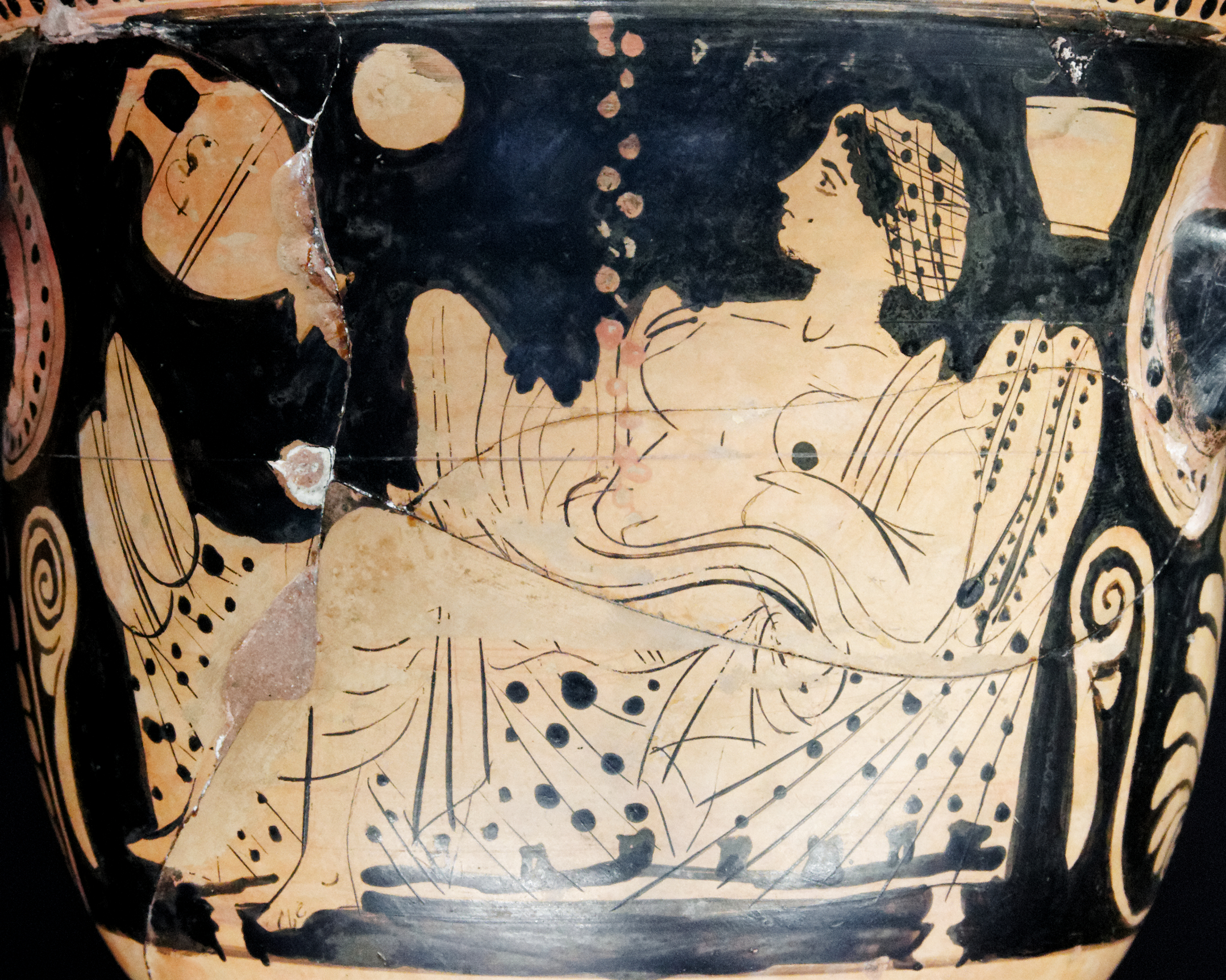
Dànae i la pluja d'or, cràter, cap a -425 aC -420 aC, museu del Louvre

La família de Perseu i els seus orígens són poc remodelades per la pel·lícula. En els relats antics, Zeus s'uneix a Dànae agafant la forma d'una pluja d'or i no l'aparença del seu marit, com mostra la pel·lícula. La pel·lícula s'inspira més aviat en aquest cas en la història de la concepció d'Hèracles, per la qual Zeus pren l'aparença d'Amfitrió per tal d'unir-se a la seva esposa Alcmena. En el mite, Acrísios és el pare de Dànae, i no el seu marit. Un oracle li prediu un dia que serà mort pel seu net, i tanca llavors la seva filla en una torre per tal que no es casi mai i no tingui mai fills, però l'ardit de Zeus esquiva aquest obstacle. Igualment per fer fallar la predicció, Acrisios intenta matar Dànae i Perseu llançant-los al mar en un cofre (a la pel·lícula, actua així per venjança contra Zeus).
La pel·lícula de Leterrier desplaça l'escena del mite per tal de reforçar la coherència espacial de la història. En efecte, en els texts antics, Cefeu i Cassiopea, els pares d'Andròmeda, són rei i reina d'Etiòpia. El xoc dels titans els va convertir en dirigents de la ciutat oriental de Joppa (Jaffa). El remake de 2010 els converteix en dirigents d'Argos, cosa que concentra tota la part grega de la història a la ciutat natal de Perseu (ja que la seva mare, Dànae, era la filla - a la pel·lícula de 2010, la dona - del rei d'Argos Acrísios). La divinitat que envia el kraken sobre la ciutat canvia igualment: a la pel·lícula, és Hades, mentre que en els texts antics, la reina Cassiopea gosa comparar la bellesa de la seva filla Andròmeda a la de les Nereides, cosa que provoca la ira de Posidó, i és ell qui envia el monstre marí contra la ciutat reclamant el sacrifici d'Andròmeda.
Igualment, diversos personatges secundaris del mite són modificats profundament. El principal és Acrísios, que, en els relats antics, no és desfigurat ni convertit en monstre. Aquest element de la història és una invenció de xoc dels titans de 1981, on un jove home aspirant a la mà d'Andròmeda, Calibos, fill de Thétis, és convertit per Zeus en un ésser geperut i monstruós com a càstig dels seus crims. El nom de Calibos i la seva aparença deforme inspiren Caliban, personatge de La tempesta de Shakespeare. El remake de 2010 ha conservat aquesta innovació, i introduït un altre personatge, Io, que ajuda Perseu. Io és presentada com una heroïna maleïda dotada de la joventut eterna. Això no correspon al personatge de Io de la mitologia grega, noia seduïda per Zeus i convertida en vedella per Hera, gelosa, i que no intervé en la història de Perseu.
Els diferents episodis de la cerca de Perseu són objecte de diverses modificacions. En els texts antics, Perseu ha d'anar a trobar els tres Grees, velles dones que no tenen més que un ull i una dent, per tal de sostreure'ls informacions a propòsit de les Gòrgones. En els dos Xocs dels Titans, aquests personatges són anomenats les «bruixes del Styx». Els texts antics afirmen simplement que viuen en una comarca llunyana, però no estan relacionades amb els Inferns.
L'episodi del combat contra les Gòrgones és igualment modificat: mentre que en són tres en els texts antics, una única Medusa és mostrada, i pren aquí la forma d'un ésser híbrid semidona, semiserp, que viu als Inferns: tots aquests elements són invencions del xoc dels titans de 1981 que el remake reprèn. Caront, el barquer dels Inferns, és representat com un ésser llenyós que no fa res més que amb la seva barca; al món antic, Caront és generalment representat com un home vell.

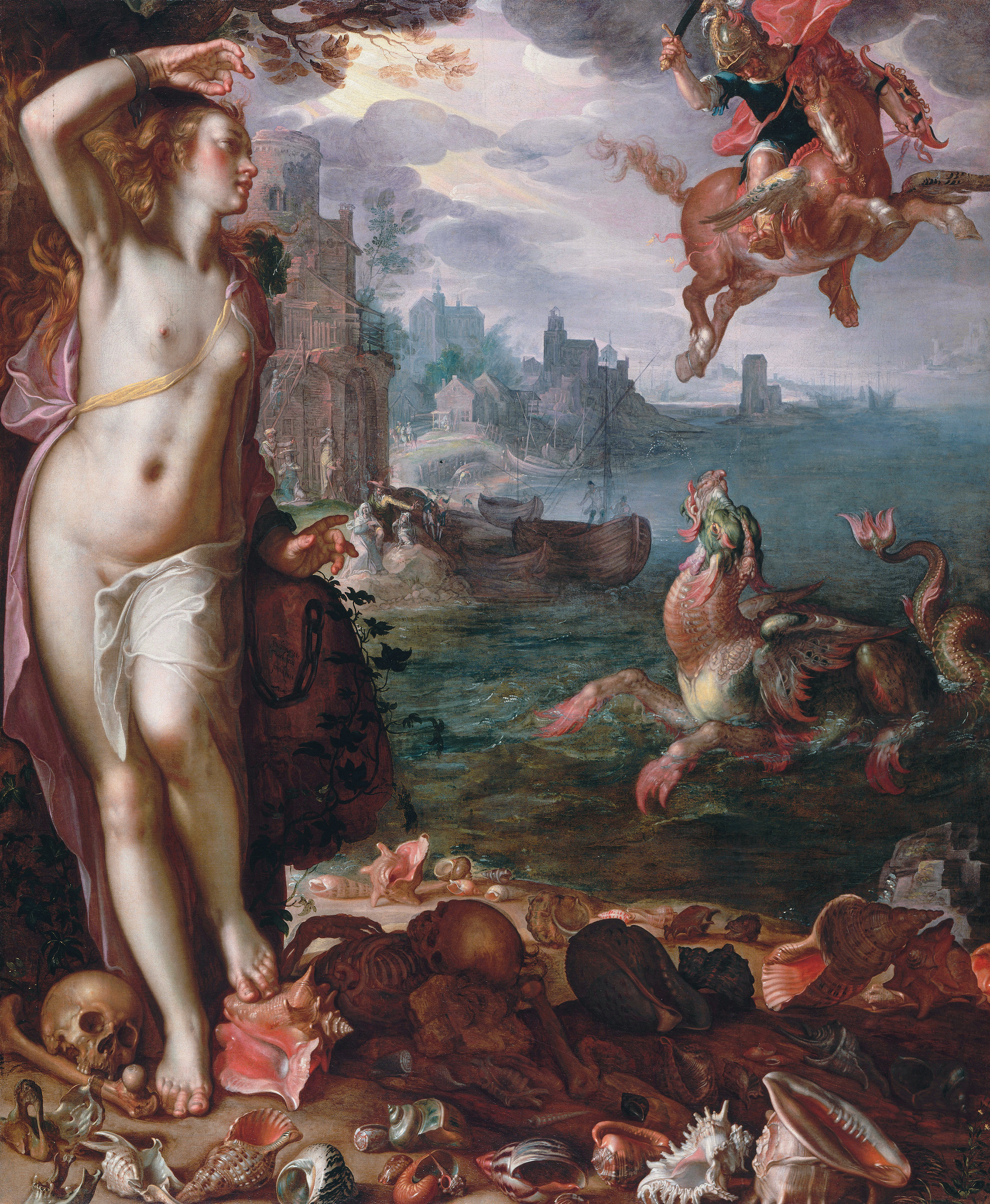
«Perseu alliberant Andròmeda» de Joachim Wtewael, 1630.

En la mitologia grega, Perseu necessita diversos objectes màgics per vèncer la gòrgona Medusa: el casc d'Hades (la kuné), les sandàlies alades i una alforja (kibisis); ha de polir igualment el seu escut fins a convertirlo en un mirall. A la pel·lícula de 2010, Perseu no rep aquests objectes i no té fins a l'últim moment la idea d'utilitzar el seu escut per veure-hi al seu darrere. Finalment, en els relats antics, Perseu no té muntura, només les seves sandàlies alades, ja que Pegàs neix de la sang de Medusa quan aquesta és decapitada per Perseu i no és doncs present abans. A la pel·lícula, Perseu el coneix abans d'aquest combat.
Finalment, el salvament d'Andròmeda, la clau de la història, continua sent globalment idèntic, però la naturalesa del monstre canvia. En els texts antics, el monstre que ha de venir a devorar Andròmeda és un ketos, paraula utilitzada per qualificar tots els grans animals marins, reals o monstruosos (vegeu Ceto). Els dos Xocs dels Titans el representen sota la forma d'un kraken.
Diverses criatures monstruoses venen a engreixar el nombre dels adversaris de Perseu per a les necessitats de la pel·lícula. Hades utilitza moltes vegades criatures properes a les Harpies. En la mitologia, aquestes criatures no intervenen en la història de Perseu i són conegudes per a la seva intervenció en la cerca dels Argonautes. A més, escorpins gegants i jinns apareixen a la pel·lícula. No figuren en la història de Perseu, ni en la mitologia grega: són afegitons són invencions de la pel·lícula de 1981, potser inspirats per la mitologia mesopotàmica.
En aquesta pel·lícula com en el primer xoc dels titans de 1981, els monstres (Medusa, el kraken) són qualificats de «Titans», mentre que en la mitologia grega els Titans són les divinitats primordials, fills d'Úranos i de Gea, que regnen sobre el món abans dels déus de l'olimp, però no tenen necessàriament una aparença monstruosa (vegeu Titanomàquia).
Malgrat aquestes desviacions, algunes escenes de la pel·lícula guarden un esperit bastant a prop de les epopeies gregues: així l'escena durant la qual Hades fa Acrísios més poderós fa pensar en les escenes de les epopeies d'Homer on una o altra divinitat infon més força, valor o bellesa a un dels seus protegits. Per contra, una altra escena de la pel·lícula ensenya un personatge ressuscitat per un déu, el que és rarissim a la mitologia grega.

### Relacions amb la pel·lícula de 1981: semblances, diferències, al·lusions
- El Clash of the Titans de 1981 es concentra en els combats de Perseu contra diversos monstres, i és Tetis qui exigeix el sacrifici d'Andròmeda. En el remake de 2010, el déu Hades és el principal adversari de Perseu i és a l'origen de la majoria de les peripècies i dels monstres de la història.
- El mussol fantàstic que es veu breument a la pel·lícula no és altra que Bubo, el mussol mecànic del xoc dels titans de 1981, oferta a Perseu per Atena (de la qual el mussol n'és el símbol) i que constituïa un personatge únic.
- Io fa a la pel·lícula de 2010 un paper sens dubte equivalent al de pel·lícula de 1981 per Atena, que venia en ajuda a Perseu de manera més indirecta.
- Perseu i Io formen una parella, mentre que Perseu està vinculat a Andròmeda en la versió de 1981, conforme a la mitologia.
- Els dos aventurers especialitzats en la caça dels monstres que venen a ajudar a Perseu i els seus companys són un afegitó del remake de 2010.
- El remake de 2010 conserva l'episodi del combat contra escorpins gegants que apareixia en el xoc dels titans de 1981, desplaçant-lo en l'encadenament dels esdeveniments i atorgar-los un lloc més important en la història.
- Els Jinns són un afegitó del remake de 2010. S'inspiren llunyanament en els genis de la mitologia mesopotàmica i dels Jinns de la mitologia àrab preislàmica.
- El xoc dels titans de 1981 imagina el monstre marí que va a devorar Andròmeda com un ésser híbrid, una mena d'ondina gegant dotat d'un tors d'home, de quatre braços i d'una cua de peix, i que és anomenat kraken, mentre que un kraken és una criatura de les llegendes escandinaves de l'Edat Mitjana, que és representada a partir de la fi del s. XVIII sota la forma d'un calamar gegant. El remake de 2010 conserva el caràcter híbrid del monstre, que té sempre un tors i un cap humanoides, però li afegeix tentacles, el que ho fa assemblar-se més a una «veritable» kraken.
- El remake fusiona els personatges d'Acrisios i de Calibos (fill de Tetis) fent així desaparèixer la part del guió que girava al voltant de la venjança de Tetis sobre Andròmeda.

### Precisions històriques
- Hom parla de la «legió» d'Argos, concepte anacrònic, ja que la legió és un tipus de cos d'exèrcit desconegut dels grecs antics, que utilitzaven la falange. La legió va ser inventada pels Romans.
- El nom de Draco, cap dels soldats d'Argos, és el nom llatí del drac. Fa també pensar a en nom del legislador atenès arcaic Dracó d'Atenes.
- El nom d'Eusabios, portat per un dels soldats, és un nom grec portat per diversos autors antics.